# Payré
Payré korábbi község Franciaország Új-Aquitania régiójában, Vienne megyében. 2019. január 1-jén négy másik korábbi községgel egyesült és az így létrejött Valence-en-Poitou új község része lett.
Lakosainak száma 1035 fő (2018. január 1.). Payré Rom, Anché, Ceaux-en-Couhé, Celle-Lévescault, Châtillon, Saint-Sauvant, Vivonne és Voulon községekkel határos.

## Népesség
A település népességének változása:
| Lakosok száma | 1015 | 1023 | 1079 | 1032 | 1035 |
|               | 2013 | 2015 | 2016 | 2017 | 2018 |